# تورول
تورول (مجاری: Turul و ترکی استانبولی: تُغرُل) پرندهٔ اسطوره‌ای-افسانه‌ای و نماد ملی مجارستان است. رویدادنگاری به نام شیمون در قرن سیزدهم، تورول تاج‎دار از آتیلا تا گِزا را، نشان نظامی مجارستان معرفی کرده است.

## خاستگاه
تورول ریشه ترکی دارد؛ در زبان جغتایی، تُغرول یا تورغول همان پرنده شکاری به نام شنقار است و تاراغای نیز گفته می‌شود. در بیشتر زبان‌های ترکی تورغای یعنی پرندهٔ کوچک. همچنین در ترکی فرم توغرول را داشته که هم در نام شخص بروز یافته مثل ارطغرل و هم در چوواشی تورول کاجاک همان پرندهٔ تورول است.
زبان مجاری باستان سه کلمه برای انواع مختلف شاهین دارد: کِرِچِن که همان پرندهٔ بالابان است، زُنگُر که نام کوچکِ چُنگُر از آن برگرفته شده و تورول که واژه‌ای باستانی و غیر کاربردی بود و در اوایل قرن نوزدهم در ادبیات جانی دوباره گرفت.

## افسانه
بر اساس افسانه، تورول پرنده اصلی مجارها است که از دشت‌های آسیای مرکزی کوچ کردند؛ در ۸۹۶ پس از میلاد، تورول شمشیر خود را در بوداپست کنونی انداخت و به مجارها نشان داد که این منطقه باید وطن آنها باشد.

## نگارخانه

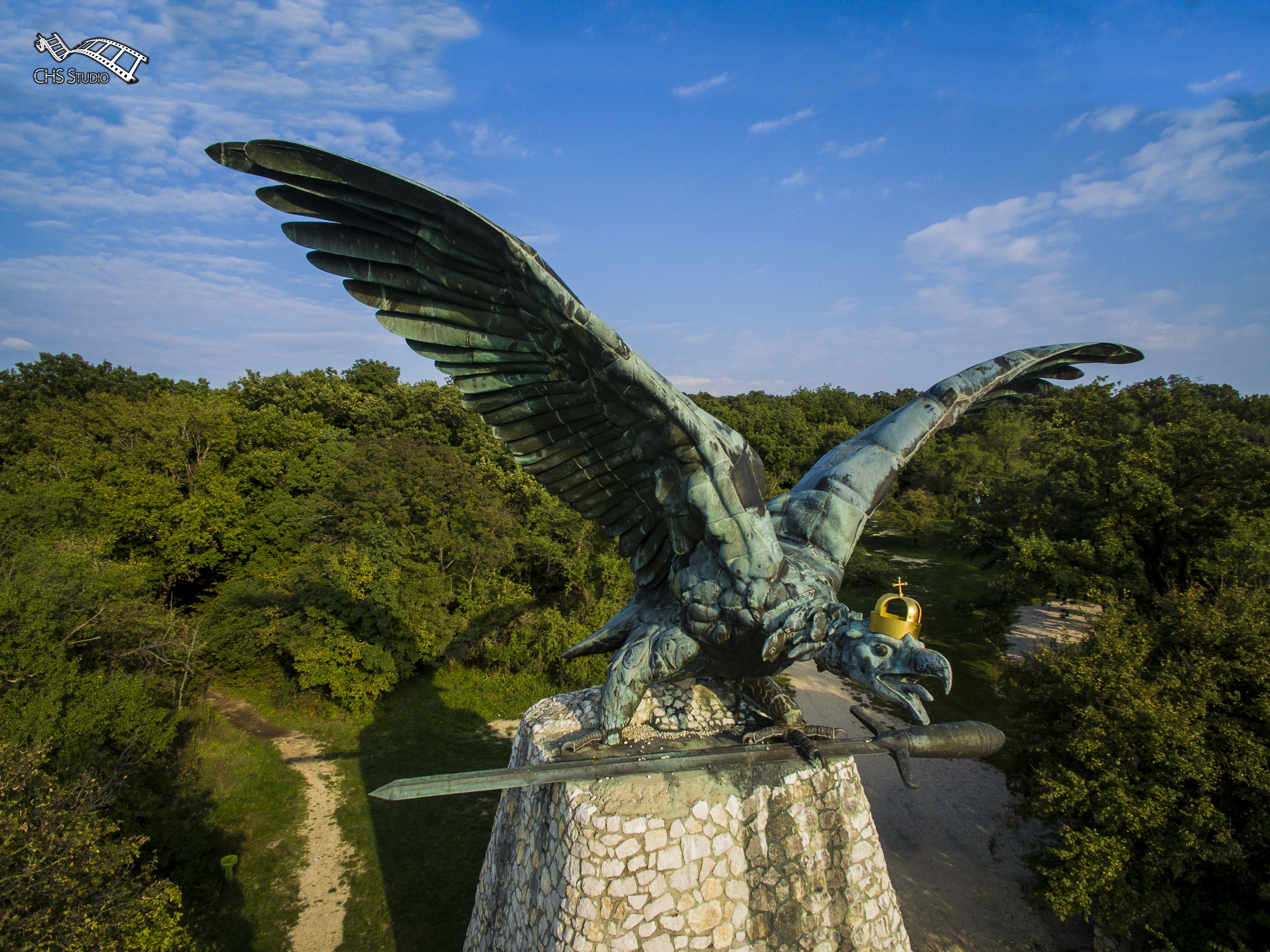
بزرگ‌ترین مجسمهٔ تورول در تاتابانیا ساخت دیولا دونات[ب] در ۱۹۰۷.
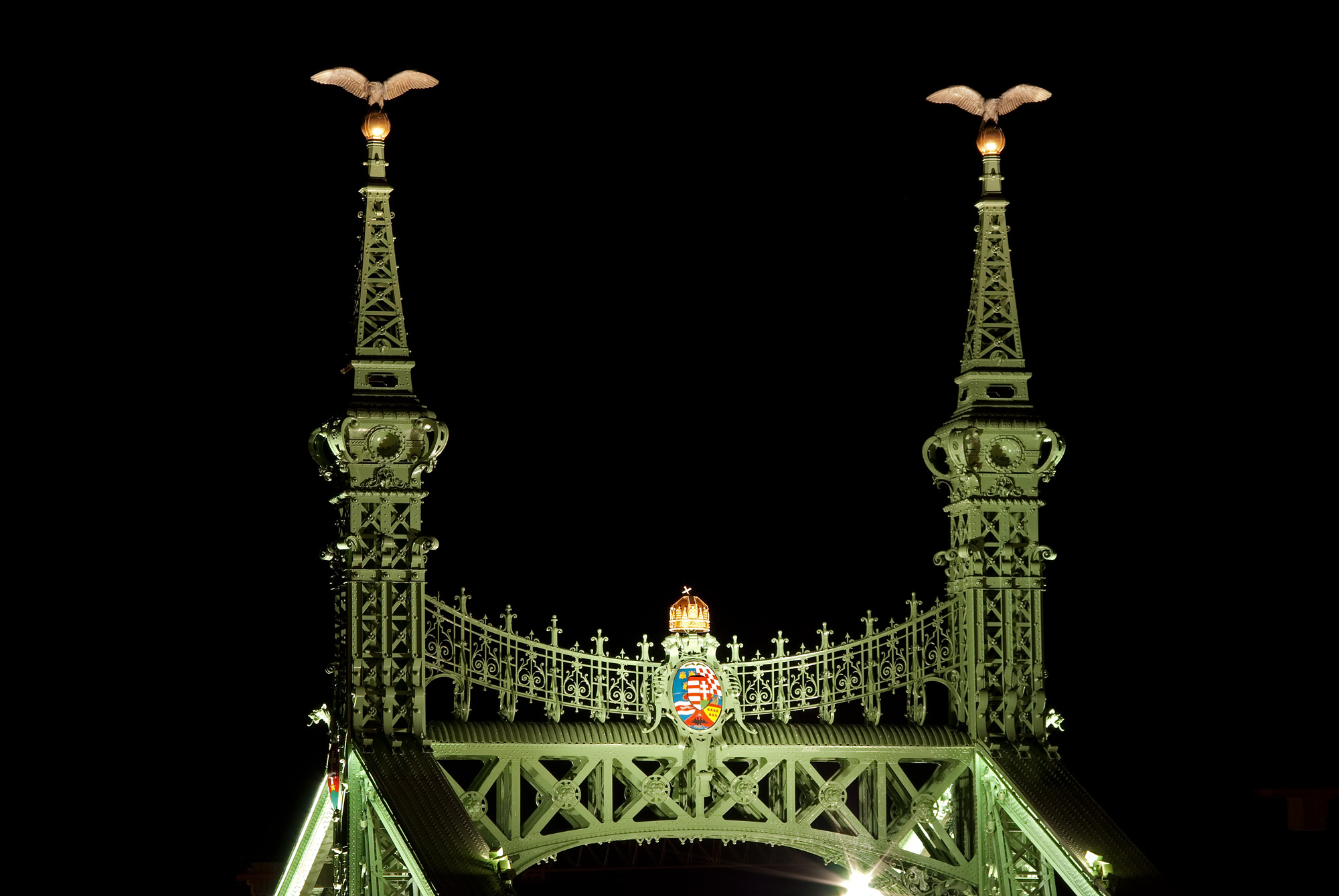
پل آزادی بر روی دانوب
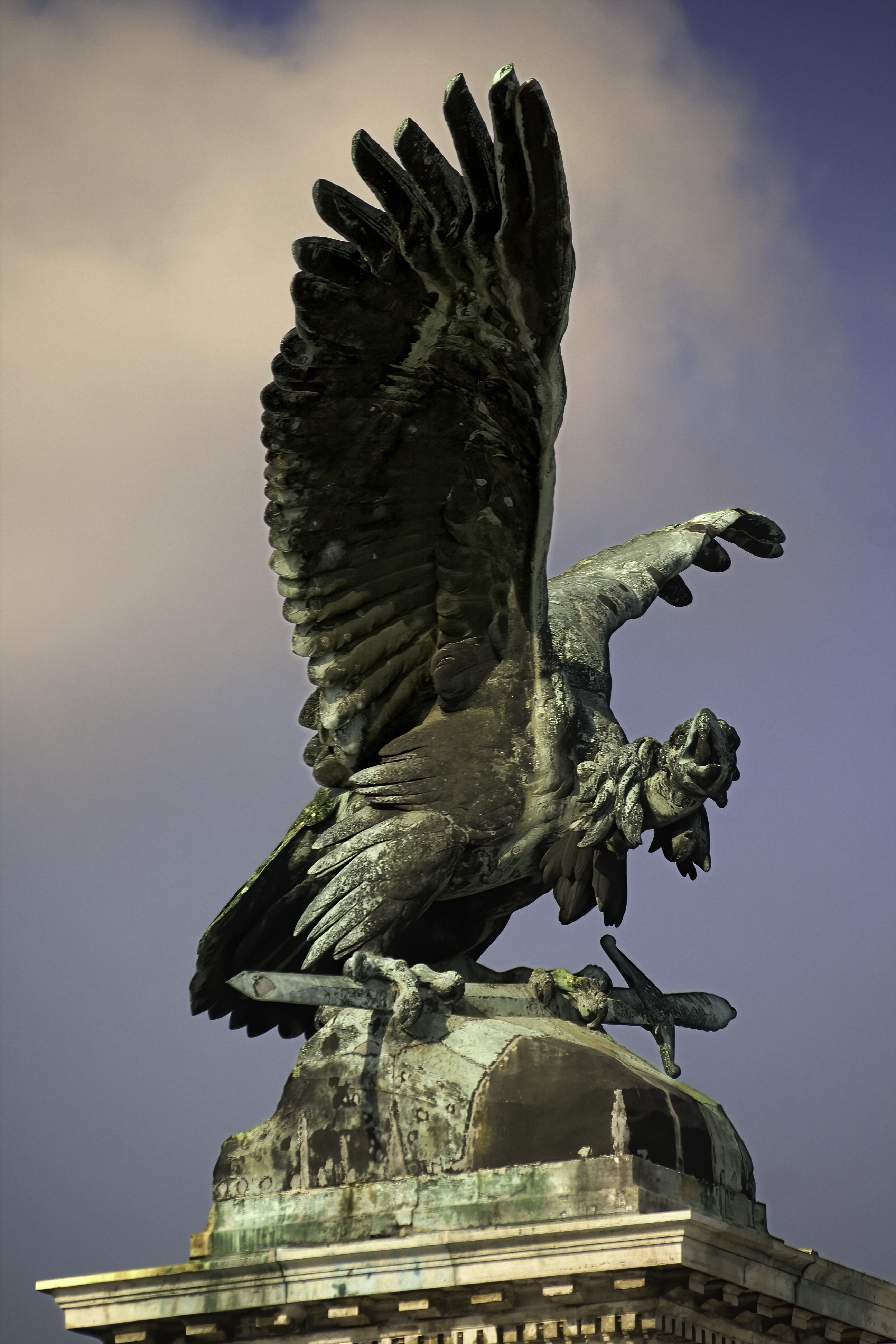
تورول محافظ قلعه بودا
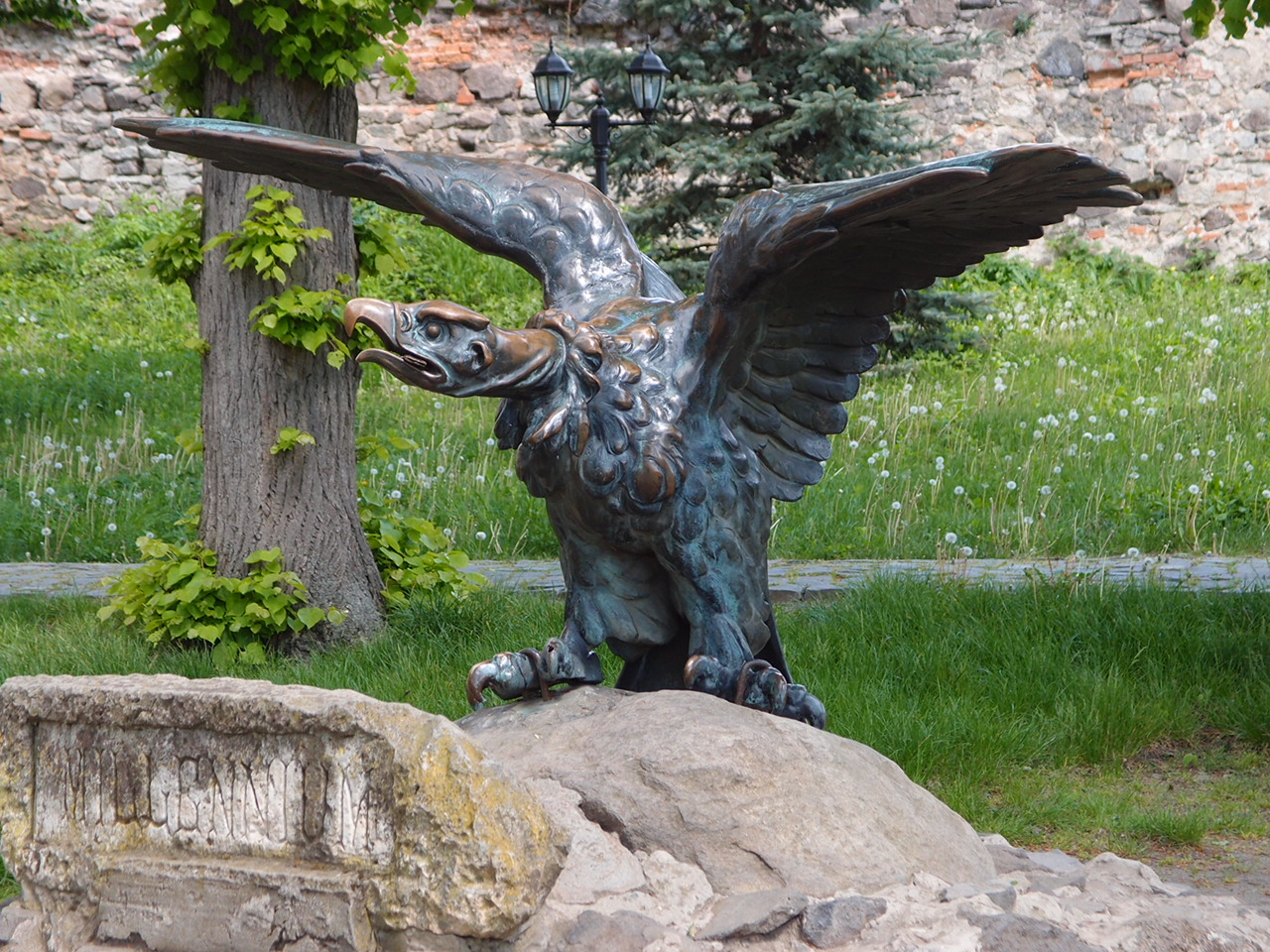
باغ قلعهٔ اوژهورود، اوکراین امروز

## یادداشت
1. ↑  Csongor
2. ↑  نام در مجاری Donáth Gyula